# Hermann Wachmann

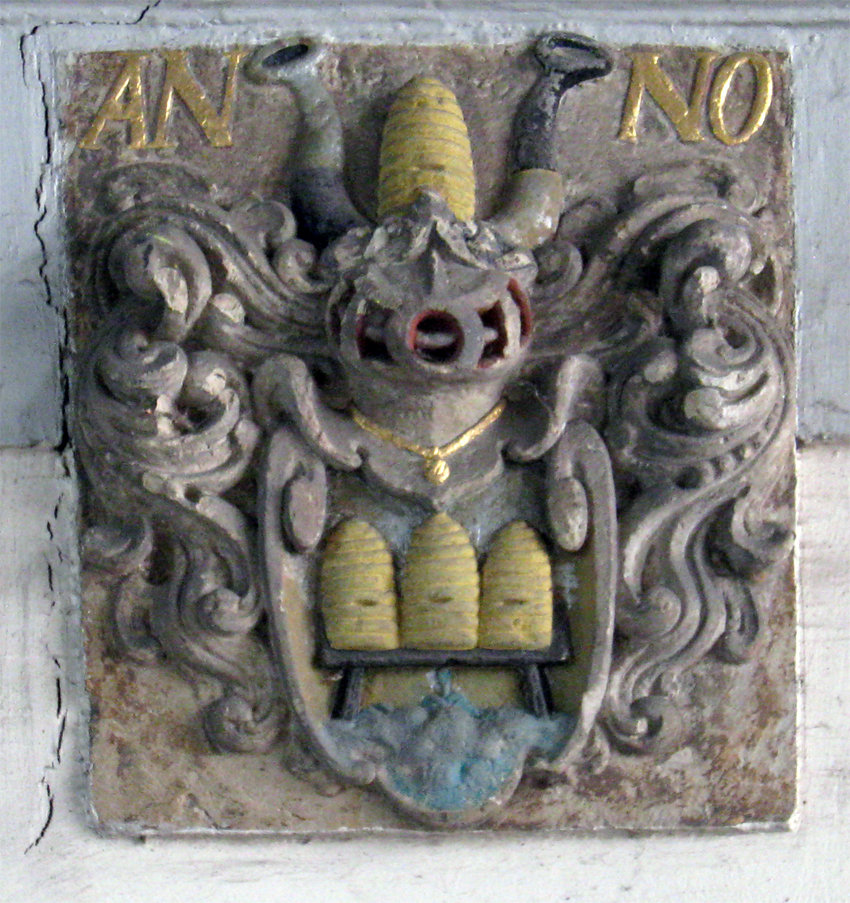
Wappen von Hermann Wachmann am St.-Remberti-Stift (1650)

Hermann Wachmann, auch Harmen Wachmann, (* 1579; † 1658) war Ratsherr und Bürgermeister in Bremen.

## Leben
Wachmann stammte aus einer bäuerlichen Familie. Sein Vater Johann Wachmann (1547–1616) war aber bereits seit 1603 Mitglied des Bremer Rates. Hermann Wachmann besuchte wahrscheinlich die Lateinschule, das spätere Gymnasium, in Bremen. Er erlernte den Beruf des Kaufmanns und unternahm als solcher zahlreiche Reisen. Unter anderem führte es ihn nach Hamburg, Rostock, Göttingen, Danzig, Braunschweig, Einbeck und Hannover. Dabei nutzte er häufig den Wasserweg auf der Weser. Sein Sohn Johann Wachmann der Jüngere berichtet in seinen Aufzeichnungen aus einem von ihm fortgesetzten Diarium, in dem Hermann Wachmann knapp und ohne anekdotische Details über diese Reisen berichtete. Darin wurden in chronologischer Folge Reiseereignisse, Vorkommnisse in der Familie und historische Begebenheiten, aber keine besonderen Erlebnisse, niedergeschrieben. 1622 wurde er Eltermann des Kaufmanns, im gleichen Jahr Mitglied des Bremer Rates. Von 1632 bis 1654 hatte er das Amt des Bremer Bürgermeisters inne. Darüber hinaus war er Vorsteher des St.-Remberti-Stifts.
Sein Bruder war Johann Wachmann der Ältere.